# Tunisiens herrlandslag i fotboll
Tunisiens herrlandslag i fotboll representerar Tunisien i fotboll. Laget kallas även Les Aigles de Carthage (Kartagos örnar). Tunisien var det första afrikanska lag att vinna en VM-match, i premiärmatchen mot Mexiko 1978.
Laget spelade sin första match 1928, då Tunisien ännu stod under franskt protektorat, då man föll med 2–3 hemma mot franska B-landslaget.

## Tunisien i fotbolls-VM
Tunisien deltog i VM för första gången 1978 där laget överraskade genom att vinna med 3–1 i premiären mot Mexiko, ett lag som hade mycket rutin från tidigare VM. Tunisien föll sedan med 0–1 mot Polen och nådde i sista matchen 0–0 mot regerande mästarna Västtyskland. Laget lyckades inte komma vidare men lyckades ändå relativt bra i sitt första VM.
Det dröjde 20 år innan Tunisien var tillbaka i världsmästerskapen. I VM i Frankrike hamnade laget i en svår grupp och förlorade mot England och Colombia med 0–2 respektive 0–1. Däremot fick man en poäng i sista matchen mot gruppsegrarna Rumänien, då man spelade 1–1. Målskytt för Tunisien var Skander Souayah på en straff.
I fotbolls-VM 2002 blev resultatet 0–2 mot Ryssland i första matchen. Men i andra matchen mot Belgien lyckades man rädda 1–1 tack vare Raouf Bouzaienes skruvade frispark. Det gick mindre bra mot hemmanationen Japan där Tunisien föll med 0–2.
VM 2006 gav liknande resultat som i de två tidigare mästerskapen. Första matchen mot Saudiarabien slutade oavgjort, 2–2 efter att Radhi Jaïdi kvitterat på övertid till Tunisien. I nästa match, mot Spanien gick det bättre. Tunisien ledde med 1–0 genom mål av Jawhar Mnari, men Spanien gjorde sedan tre mål och matchen slutade 1–3. I sista matchen hade krävts en seger för att gå till åttondelsfinalen, men laget förlorade med 0–1 mot Ukraina sedan Andrij Sjevtjenko gjort mål på straffspark.

## 2004 - seger i afrikanska mästerskapet
Afrikanska mästerskapet 2004 genomfördes i Tunisien. Laget hade hemmaplan och var förstärkt med Francileudo Santos, en ursprungligen brasiliansk spelare som precis före turneringen fått tunisiskt medborgarskap, och franske Roger Lemerre som vunnit EM 2000 med Frankrike. I gruppspelet vann laget mot Rwanda med 2–1. I nästa match spelade man mot Kongo-Kinshasa och segrade med 3–0. I sista matchen fick Tunisien 1–1 mot Guinea. Laget gick därmed till kvartsfinal. I kvarten slog man Senegal med 1–0 och gick vidare till semifinal.
Semifinalen spelades mot Nigeria. Vid full ordinarie speltid stod det 1–1. Tunisiens mål hade gjorts av lagkapten Khaled Badra efter att Jay-Jay Okocha hade gjort 1–0 för Nigeria på straff i 66:e minuten. Badra kvitterade några minuter senare, också det på straff. Det oavgjorda resultatet stod sig under förlängningen, och semifinalen gick vidare till straffläggning. Lagkapten Badra slog in den första straffen för Tunisien. Avgörandet skedde när Tunisiens målvakt Ali Boumnijel räddade Peter Odemwingies straff, och Karim Haggui därefter slog in 5–3. 
I finalen väntade Marocko som hade vunnit sin semifinal mot Mali med 4–0. Värdnationen Tunisien gjorde ett ledningsmål fem minuter in i matchen då Francileudo Santos nickade bollen i mål. Youssef Makhtari kvitterade för Marocko när sju minuter återstod av första halvlek. I den 52:a minuten gjordes det avgörande målet av Tunisiens Ziad Jaziri efter en målvaktsmiss av Khalid Fouhami. 
Tack vare vinsten fick Tunisien representera Afrika i Confederations Cup 2005. Laget förlorade med 1–2 mot Argentina och 0–3 mot Tysklands men tog ändå tredjeplatsen efter 2–0 mot Australien, vilket var den första vinsten i en världsomfattande tävling sedan 1978.

## Övriga deltaganden i Afrikanska mästerskapen
Första gången Tunisien deltog i Afrikanska mästerskapen var 1962 då endast fyra lag deltog i turneringen. Laget förlorade semifinalen med 2–4 mot Etiopien, men vann därefter bronsmatchen med 3–0 mot Uganda.
1963 var Tunisien tillbaka och fick i första matchen oavgjort, 1–1 mot värdnationen och de blivande mästarna Ghana. Nästa match slutade med 2–4 och förlust mot Etiopien. 
1965 hade Tunisien hemmaplan. Laget slog Etiopien med 4–0, samt spelade 0–0 mot Senegal vilket räckte till en finalplats. I finalen förlorade laget med 2–3 mot Ghana.
Det skulle dröja till 1978 innan Tunisien var tillbaka i Afrikanska mästerskapen. Först matchen slutade 1–1 mot Marocko, sedan blev det 0–0 mot Kongo och en 3–1-seger mot Uganda. Laget förlorade med 0–1 mot Ghana i semifinalen. Bronsmatchen blev förlorad efter omspel mot Nigeria. I första matchen blev det 1–1 och därmed blev det en omspelsmatch, där Nigeria vann med 2–0.
1982 var man tillbaka igen. Resultaten blev 0–1 mot Ghana, som sedan blev guldmedaljörer, 0–2 mot Libyen, som senare gick till final, och tunisierna ordnade sedan en poäng i sista matchen mot Kamerun som slutade 1–1. Därmed blev Tunisien sist i sin grupp.
1994 hade Tunisien hemmaplan för andra gången men lyckades inte gå vidare från gruppspelet. Gruppens tre lag var Tunisien, Zaïre och Mali. Resultaten blev 0–2 mot Mali och 1–1 mot Zaïre och laget kom sist i gruppen.
1996 blev matchresultaten 1–1 mot Moçambiques, 1–2 mot Ghana och 3–1 mot Elfenbenskusten. Det räckte för avancemang från gruppspelet, trots förlusten mot Ghana. I kvartsfinalen slog man Gabon efter straffläggning och i semifinalen besegrades Zambia med 4–2. I finalen förlorade Tunisien mot värdnationen Sydafrika med 0–2.
1998 började afrikanska mästerskapen för Tunisien med en 0–2-förlust mot Ghana. Sedan slog laget Kongo-Kinshasa med 2–1 och besegrade även Togo med 3–1 vilket räckte för att vinna gruppspelet. Dock föll laget sedan mot värdnationen Burkina Faso på straffar, med slutresultatet 7–8.
2000 förlorade laget först med 2–4 mot Nigeria, som senare gick till final, och fick sedan 0–0 mot Marocko. Den sista matchen vanns med 1–0 mot Kongo, vilket räckte för seger i gruppen. I kvartsfinalen slog Tunisien ut Egypten med 1–0. I semifinalen förlorade man med 0–3 mot Kamerun och förlorade därefter bronsmatchen mot Sydafrika på straffar.
2002 tog Tunisien två poäng men gick inte vidare från gruppspelet. På sina tre matcher hade man målskillnaden 0–1 efter 0–0 mot både Senegal och Zambia, och sedan 0–1 mot Egypten.
2006 gick laget till kvartsfinalen via 0–3 mot Guinea, 4–1 mot Zambia och 2–0 mot Sydafrika. I kvartsfinalen förlorade man med 5–6 på straffar mot Nigeria som sedan blev bronsmedaljörer.
Gruppspelet 2008 innebar två oavgjorda matcher, mot Senegal med 2–2 och Angola med resultatet 0–0, samt en vinst mot Sydafrika med 3–1. I kvartsfinalen väntade Kamerun. Efter en halvtimme stod det 0–2 till motståndaren, men några minuter senare blev det 1–2 och med några minuter kvar av matchen utjämnades det till 2–2 och därmed blev det förlängning. Där gjorde Kamerun 2–3 och Tunisien åkte ur spelen.

## Meriter
VM-slutspel: 1978, 1998, 2002, 2006, 2018, 2022
Afrikanska mästerskap: 1962, 1963, 1965, 1978, 1982, 1994, 1996, 1998, 2000, 2002, 2004, 2006, 2008, 2010, 2012, 2013, 2015, 2017, 2019, 2021
- Mästare: 2004
- Finalist: 1965, 1996
- Tredjeplats: 1962
- Fjärdeplats: 1978, 2000, 2019

Olympiska spelen: 1960, 1988, 1996, 2004

## Nuvarande trupp
Följande spelare var uttagna till VM 2022.
Antalet landskamper och mål är korrekta per den 22 november 2022 efter matchen mot Danmark.
| Nr | Pos. | Namn                     | Födelsedatum (ålder) | Matcher | Mål |              | Klubb              |
| -- | ---- | ------------------------ | -------------------- | ------- | --- | ------------ | ------------------ |
| 1  | MV   | Aymen Mathlouthi         | 14 september 1984    | 73      | 0   | Tunisien     | Étoile du Sahel    |
| 16 | MV   | Aymen Dahmen             | 28 januari 1997      | 6       | 0   | Tunisien     | CS Sfaxien         |
| 22 | MV   | Bechir Ben Saïd          | 29 november 1992     | 10      | 0   | Tunisien     | US Monastir        |
| 26 | MV   | Mouez Hassen             | 5 mars 1995          | 20      | 0   | Tunisien     | Club Africain      |
|    |      |                          |                      |         |     |              |                    |
| 2  | F    | Bilel Ifa                | 9 mars 1990          | 37      | 0   | Kuwait       | Kuwait SC          |
| 3  | F    | Montassar Talbi          | 26 maj 1998          | 24      | 1   | Frankrike    | Lorient            |
| 4  | F    | Yassine Meriah           | 2 juli 1993          | 62      | 3   | Tunisien     | Espérance de Tunis |
| 5  | F    | Nader Ghandri            | 18 februari 1995     | 8       | 0   | Tunisien     | Club Africain      |
| 6  | F    | Dylan Bronn              | 19 juni 1995         | 37      | 2   | Italien      | Salernitana        |
| 12 | F    | Ali Maâloul              | 1 januari 1990       | 83      | 2   | Egypten      | Al Ahly            |
| 20 | F    | Mohamed Dräger           | 25 juni 1996         | 35      | 3   | Schweiz      | Luzern             |
| 21 | F    | Wajdi Kechrida           | 5 november 1995      | 20      | 0   | Grekland     | Atromitos          |
| 24 | F    | Ali Abdi                 | 20 december 1993     | 11      | 2   | Frankrike    | Caen               |
|    |      |                          |                      |         |     |              |                    |
| 8  | MF   | Hannibal Mejbri          | 21 januari 2003      | 20      | 0   | England      | Birmingham City    |
| 13 | MF   | Ferjani Sassi            | 18 mars 1992         | 79      | 6   | Qatar        | Al-Duhail          |
| 14 | MF   | Aïssa Laïdouni           | 13 december 1996     | 26      | 1   | Ungern       | Ferencváros        |
| 15 | MF   | Mohamed Ali Ben Romdhane | 6 september 1999     | 23      | 1   | Tunisien     | Espérance de Tunis |
| 17 | MF   | Ellyes Skhiri            | 10 maj 1995          | 50      | 3   | Tyskland     | 1. FC Köln         |
| 18 | MF   | Ghailene Chaalali        | 28 februari 1994     | 31      | 1   | Tunisien     | Espérance de Tunis |
| 25 | MF   | Anis Ben Slimane         | 16 mars 2001         | 26      | 4   | Danmark      | Brøndby            |
|    |      |                          |                      |         |     |              |                    |
| 7  | A    | Youssef Msakni           | 28 oktober 1990      | 89      | 17  | Qatar        | Al-Arabi           |
| 9  | A    | Issam Jebali             | 25 december 1991     | 11      | 2   | Danmark      | OB                 |
| 10 | A    | Wahbi Khazri             | 8 februari 1991      | 72      | 24  | Frankrike    | Montpellier        |
| 11 | A    | Taha Yassine Khenissi    | 6 januari 1992       | 49      | 9   | Kuwait       | Kuwait SC          |
| 19 | A    | Seifeddine Jaziri        | 12 februari 1993     | 29      | 10  | Egypten      | Zamalek            |
| 23 | A    | Naïm Sliti               | 27 juli 1992         | 70      | 14  | Saudiarabien | Al-Ettifaq         |

## Några kända spelare
- Hatem Trabelsi
- Samir Bakaou
- Kaies Ghodhbane
- Riadh Bouazizi
- José Clayton
- Ali Boumnijel
- Francileudo Santos
- Chokri El Ouaer
- Tawfiq Muhazabi